# Station Polsloe Bridge
Polsloe Bridge is een spoorwegstation van National Rail in Exeter in Engeland. Het station is eigendom van Network Rail en wordt beheerd door Great Western Railway. 